# ألان يونغ (لاعب كريكت)
ألان يونغ (بالإنجليزية: Allan Young)‏ (7 يوليو 1920 في أستراليا - 23 ديسمبر 1974 في أستراليا) هو لاعب كريكت أسترالي. لعب مع فريق كوينسلاند للكريكت ‏.

## وصلات خارجية
- ألان يونغ (لاعب كريكت) على موقع إي آس بي آن كريك إنفو (الإنجليزية)